# Ardipithecus kadabba
Koordináták: é. sz. 10° 30′, k. h. 40° 30′10.500000°N 40.500000°E

Az Ardipithecus kadabba az Ardipithecus nem 5,77-5.54 millió év korú taxonja.
Az első leírása szerint közel van az ember a csimpánz közös őséhez. Az ember és a csimpánz fejlődési vonala a becslés szerint 6.5–5.5 millió évvel ezelőtt vált el egymástól. Az A. ramidus. valószínű őse, bár eredetileg annak egy alfajaként írták le. Gen Suwa és Tim D. White egy 2004-es cikke emelte fel faji szintre, az újonnan felfedezett fogai alapján. Ezek a fogak primitív morfológiát mutatnak, és kopás mintát viselnek magukon, ami bizonyítja, hogy az A. kadabba az Ardipithecus ramidustól eltérő faj.
A típuspéldány (Millennium Man) az etiópiai Middle Awash környékén több éve folytatott ásatások során, 2004-ben került elő. Típuspéldánynak az ALA-VP-2/10 katalógusszámú jobb alsó állkapocstöredéket tekintik aminek egy őrlőfoga (M3) és öt fog vagy gyökértöredéke van. Azzal indokolták az alfaji szintről a faji szintre való minősítést hogy az  Ardipithecus kadabba fosszíliáknak primitívebb jellemzőik vannak mint más Ardipithecus fosszíliáknak. Így jobban hasonlít az Sahelanthropus és Orrorin nemekre is. Ezek a megállapítások további  2002-ben talált csontokon alapulnak amiknek a kora 5,8-5.6 millió év. Ugyanakkor kiemelte hogy nincs bizonyíték a szemfogak rágás közbeni egymáshoz dörzsölődéséből keletkező élesítés nyomokra (amik így állandóan élezik a csúcsukat), amit minden régebbi leletnél megtaláltak. Az elvesztését ennek a jellemzőnek arra használják hogy elhelyezzék a felfedezéseket az emberszabású majmok fejlődési vonalában ami az australopithecinekhez és a Homo nemhez vezetett. Végül megjegyezték hogy az Ardipithecus, Sahelanthropus és Orrorin nemek potenciálisan egyetlen nembe sorolhatók be. 2008-ban Bernard Wood és Nicholas Lonerga rámutatott hogy a fogazatának alaposan különböző jellemzői miatti elhelyezése a korai Hominik közé, kevésbé igazolt olyan jól mint más taxonoknál.
A 2000 óta feltárt leletek (17 darab csonttöredék) megtalálói szerint megalapozták az új faj leírását. Töredékes állkapocs, kulcscsont, kéz- és lábcsontok, lábujjcsont és néhány fog alkotják a kollekciót. A csontanyag hasonlít az Ardipithecus addig előkerült leleteihez, ám azok 4,4 millió éves korától legalább 800 000, de akár 1,4 millió évvel is idősebb lehet, és már ez önmagában is indokolja az önálló faji besorolást. A lábujjcsont erősen vitatott elem, mivel erre alapozzák az A. kadabba kétlábúságának feltevését, ugyanakkor a többi lelettől messzire, in situ körülmények között (a felszínen) találták, és néhány százezer évvel kisebb kort eredményezett a kormeghatározás, mint a többi leletre.
2004-ig az Ardipithecus kadabba volt a legrégebbi ismert emberelődnek tekintett faj, ezt azonban a 6 millió év körüli korú Orrorin tugenensis megkérdőjelezte azóta, mert bizonyos jellegeiben fejlettebbnek tűnik, mint a későbbi A. kadabba. Az A. kadabba szemfogai ugyanis még nagyok, erősek és kiemelkednek a többi fog szintjéből, az őrlő- és metszőfogak szintén nagyobbak. A térség többi 5,5-4 millió éves főemlőséhez hasonlóan az A. kadabbát is besorolhatónak tartják a Praeanthropus nembe.

## Lásd még
- Ardipithecus ramidus
- Orrorin tugenensis
- Az emberfélék fosszíliáinak listája
- Praeanthropus